# Petőfiszállás
Petőfiszállás es un pueblo ubicado en el distrito de Kiskunfélegyháza, en el condado de Bács-Kiskun, Hungría.

## Superficie
Posee una superficie de 67,79 kilómetros cuadrados.

## Demografía
Hasta 2019 la población era de 1402 habitantes, con una densidad de población de 20,68 habitantes por kilómetro cuadrado.